# Sylligma hirsuta
Sylligma hirsuta är en spindelart som beskrevs av Simon 1895. Sylligma hirsuta ingår i släktet Sylligma och familjen krabbspindlar. Inga underarter finns listade i Catalogue of Life.